# Каватана
Каватана (яп. 川棚町 Каватана-тё:) — посёлок в Японии, находящийся в уезде Хигасисоноги префектуры Нагасаки. Площадь посёлка составляет 37,25 км², население — 14 111 человек (1 июля 2014), плотность населения — 378,82 чел./км².

## Географическое положение
Посёлок расположен на острове Кюсю в префектуре Нагасаки региона Кюсю. С ним граничат города Сасебо, Уресино и посёлки Хасами, Хигасисоноги.

## Население
Население посёлка составляет 14 111 человек (1 июля 2014), а плотность — 378,82 чел./км². Изменение численности населения с 1980 по 2005 годы:
| 1980 | 14 479 чел. |  |
| 1985 | 14 735 чел. |  |
| 1990 | 14 599 чел. |  |
| 1995 | 15 064 чел. |  |
| 2000 | 15 325 чел. |  |
| 2005 | 15 158 чел. |  |

## Символика
Деревом посёлка считается Ternstroemia gymnanthera, цветком — Lilium lancifolium, птицей — обыкновенный павлин.